# John Sessions
John Sessions, född John Gibb Marshall 11 januari 1953 i Largs, Skottland, död 2 november 2020 i London var en brittisk komiker och skådespelare.

## Rollista i urval
- 1984 – Bounty
- 1986 – Spitting Image (TV-serie) (röst)
- 1988–1991 – Whose Line Is It Anyway? (TV-serie)
- 1990 – Hämnd, ljuva hämnd
- 1991 – Påven sitter löst
- 1991 – Parlamentets svarta får (TV-serie)
- 1994 – Princess Caraboo
- 1996 – Pinocchios äventyr
- 1997 – Tom Jones (TV-serie)
- 1997–2001 – Stella Street (TV-serie)
- 1999 – En midsommarnattsdröm
- 2000 – Gormenghast (miniserie)
- 2003 – Morden i Midsomer (TV-serie)
- 2003–2012 – QI (TV-serie)
- 2004 – Köpmannen i Venedig
- 2006 – Den innersta kretsen
- 2009 – The Last Station
- 2004 – Flickorna i Dagenham
- 2011–2012 – Skins (TV-serie)
- 2012 – Järnladyn
- 2016 – Alice i Spegellandet (röst)
- 2016 – Florence Foster Jenkins
- 2016 – Whisky Galore!
- 2018 – Mord i paradiset (TV-serie)
- 2019 – Victoria (TV-serie)
- 2021 – Belfast